# Endocardite de Libman-Sacks
 Mise en garde médicale
L’endocardite de Libman-Sacks est une atteinte non infectieuse d'une ou plusieurs valves cardiaques, compliquant un lupus érythémateux disséminé ou un syndrome des antiphospholipides. 

## Historique
Les lésions ont été décrites par Emanuel Libman et Benjamin Sacks en 1924 mais ce n'est que bien plus tard que l'origine lupique a été confirmée.

## Épidémiologie
L'endocardite est retrouvée dans 10 % des lupus et atteint plus fréquemment la valve mitrale. Son incidence est plus élevée en cas d'ancienneté de la maladie lupique, si cette dernière est active, ainsi qu'en cas de syndrome des antiphospholipides.
Une endocardite non infectieuse peut être retrouvée également dans d'autres maladies inflammatoires.

## Présentation
Elle peut être asymptomatique et découverte lors d'une échocardiographie faite à titre systématique lors d'un bilan de lupus.
Elle peut se manifester par une insuffisance cardiaque si l'atteinte valvulaire est importante, entraînant une fuite ou un rétrécissement notable de la valve. Dans ce cas, une chirurgie de remplacement valvulaire est nécessaire.

## Diagnostic
Elle nécessite la coexistence d'une preuve biologique de maladie lupique et la visualisation des lésions valvulaires par échocardiographie. Cet examen peut montrer fréquemment un simple épaississement des feuillets valvulaires et parfois de petites masses mobiles appendues, appelées « végétations ». Il peut apprécier le retentissement fonctionnel de l'anomalie en quantifiant le degré de fuite ou de rétrécissement.